# Meibomia jaliscana
Meibomia jaliscana là một loài thực vật có hoa trong họ Đậu. Loài này được (S. Watson) Standl. mô tả khoa học đầu tiên năm 1922.